# Acer caudatum
Acer caudatum — вид квіткових рослин із роду клен (Acer).

## Морфологічна характеристика

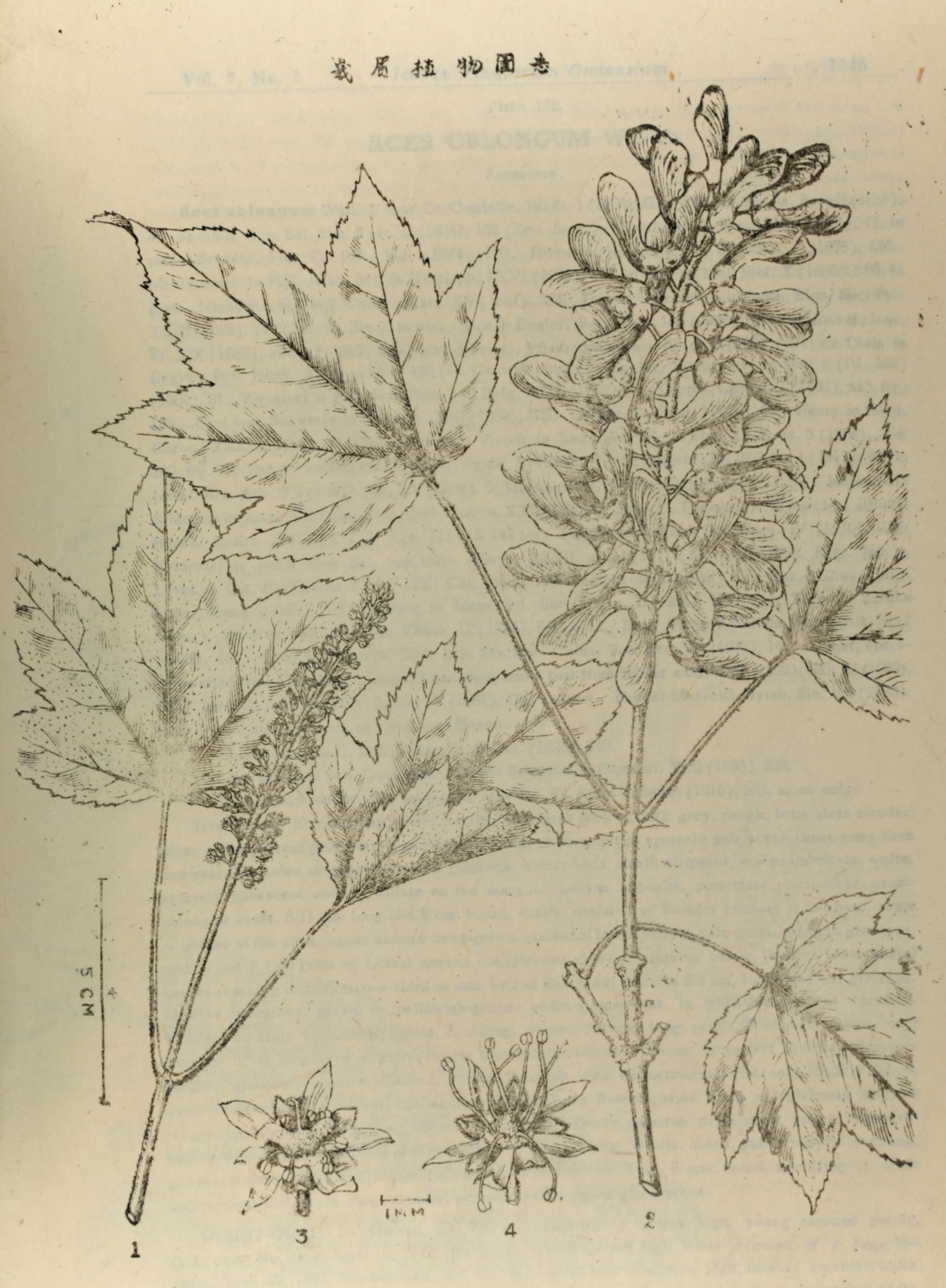
Ілюстрація

Це однодомне дерево до 10 м заввишки. Гілочки товсті, з еліптичними або довгастими сочевичками; зимові бруньки яйцеподібні, зовнішні луски яйцеподібні. Листки опадні; листкові ніжки червоні, 5–9 см завдовжки, голі чи запушені; листові пластинки знизу світло-зелені й жовтувато-волосисті, зверху темно-зелені й голі, 8–12 см завширшки, 5-, рідко 7-лопатеві; ; частки яйцеподібні або трикутно-яйцеподібні, по краю подвійно гостро надрізано-пилчасті, з загостреними зубцями, верхівка хвостата чи загострена. Суцвіття верхівкові, червоні, компактні, китице-волотисті, ворсинчасті. Чашолистків 5, яйцеподібно-ланцетні, ≈ 3 мм. Пелюсток 5, лінійно-довгасті, ≈ 7 мм, голі. Тичинок 8. Плід жовтувато-коричневий; горішки яйцювато-майже кулясті, рідкісно плоскі, жилкуваті; крило з горішком 25–28 × 7–9 мм, крила гостро або прямо розправлені. Період цвітіння: травень; період плодоношення: вересень. 2n = 26.

## Середовище проживання
Ареал включає такі території: Бутан, Китай (Хубей, Шеньсі, Сичуань, Ганьсу, Хенань, Нінся, Юньнань, Тибет), Індія, М'янма, Непал. Росте в альпійських лісах на висотах від 1700 до 4000 метрів.

## Використання
Цей вид використовують як дрова у високогірних районах.